# Kanton Rieupeyroux
Der Kanton Rieupeyroux war bis 2015 ein französischer Wahlkreis im Département Aveyron und in der Region Midi-Pyrénées. Er umfasste sechs Gemeinden im Arrondissement Villefranche-de-Rouergue; sein Hauptort (frz.: chef-lieu) war Rieupeyroux. Die landesweiten Änderungen in der Zusammensetzung der Kantone brachten im März 2015 seine Auflösung. Vertreter im conseil général des Départements war zuletzt von 2001 bis 2015 Michel Costes.

## Gemeinden
| Gemeinde            | Einwohner Jahr | Fläche km² | Bevölkerungsdichte | Code INSEE | Postleitzahl |
| ------------------- | -------------- | ---------- | ------------------ | ---------- | ------------ |
| La Bastide-l’Évêque | 820 (2013)     | 44,16      | 19 Einw./km²       | 12021      | 12200        |
| La Capelle-Bleys    | 376 (2013)     | 15,63      | 24 Einw./km²       | 12054      | 12240        |
| Prévinquières       | 303 (2013)     | 20,86      | 15 Einw./km²       | 12190      | 12350        |
| Rieupeyroux         | 2.020 (2013)   | 54,81      | 37 Einw./km²       | 12198      | 12240        |
| Saint-Salvadou      | 390 (2013)     | 15,5       | 25 Einw./km²       | 12245      | 12200        |
| Vabre-Tizac         | 428 (2013)     | 22,67      | 19 Einw./km²       | 12285      | 12240        |